# Nully (Haute-Marne)
Nully est une commune française située dans le département de la Haute-Marne, en région Grand Est.

## Géographie
| Trémilly  |       | Sommevoire |
|           | Nully | Blumeray   |
| Thil Aube |       | Beurville  |

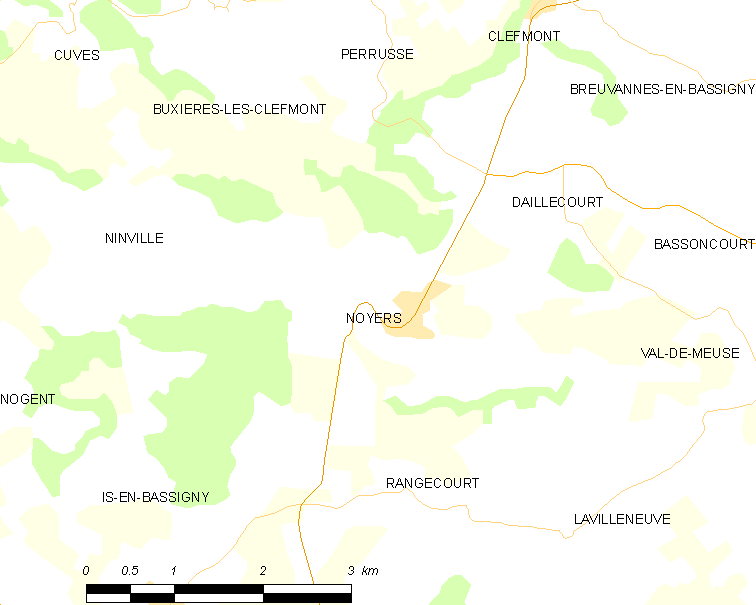
Carte de la commune de Nully et des proches communes.

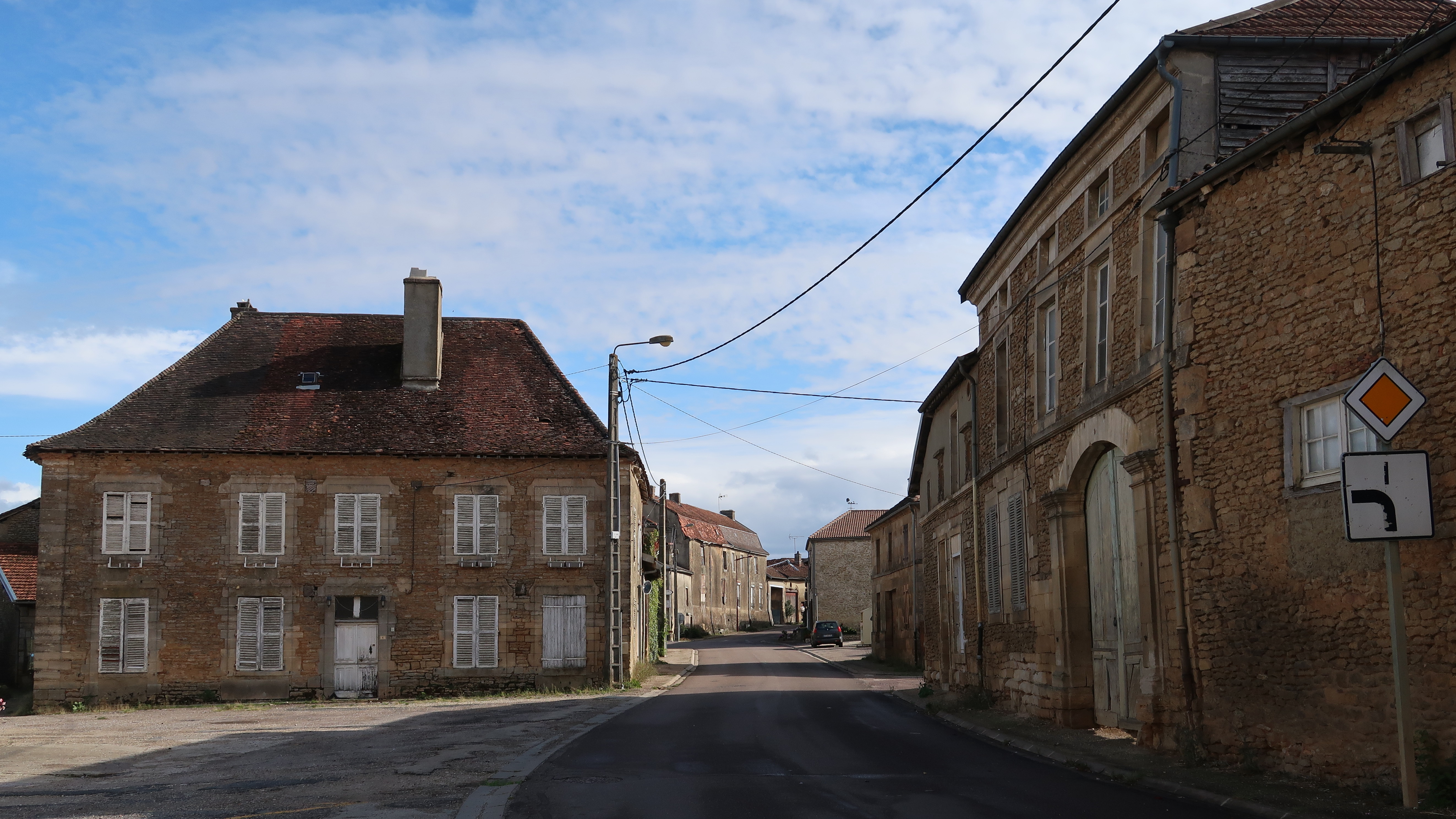
Grande rue

Nully a une superficie d'environ 1 760 hectares dont 80 de forêts du Der. Au XIXe siècle, il y avait 570 habitants, en 2005 la population se limite à 200 habitants. Le village est situé à 43 km de Chaumont et 31 km de Joinville.

### Hydrographie
La commune est dans la région hydrographique « la Seine de sa source au confluent de l'Oise (exclu) » au sein du bassin Seine-Normandie. Elle est drainée par le Ceffondet et le ruisseau de Martin-Champ,.
Le Ceffondet, d'une longueur de 29 km, prend sa source dans la commune de Beurville et se jette  dans la Barse à La Porte du Der, après avoir traversé neuf communes. 

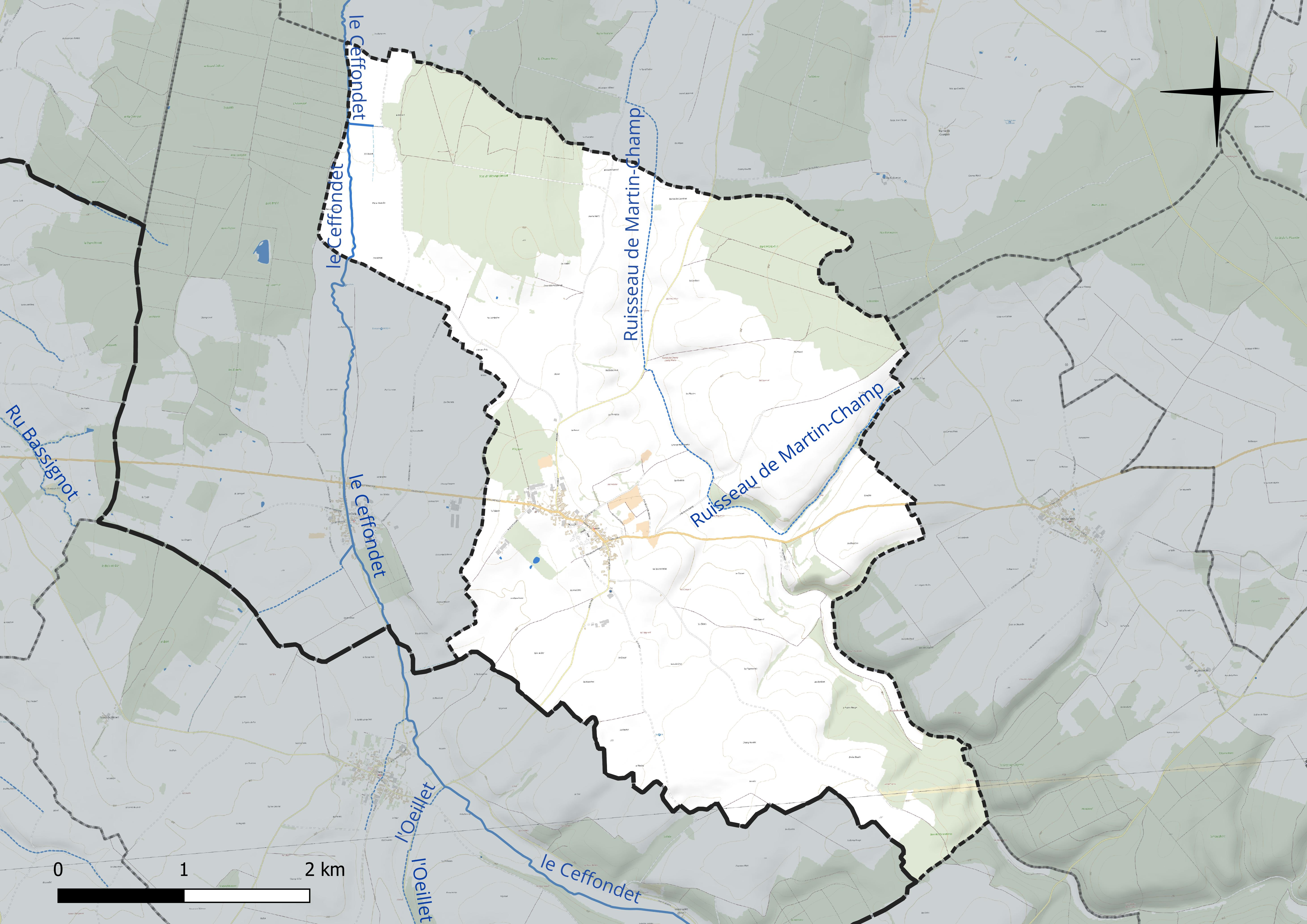
Réseau hydrographique de Nully.

### Climat
Pour des articles plus généraux, voir Climat du Grand Est et Climat de la Haute-Marne.
En 2010, le climat de la commune est de type climat des marges montargnardes, selon une étude du Centre national de la recherche scientifique s'appuyant sur une série de données couvrant la période 1971-2000. En 2020, Météo-France publie une typologie des climats de la France métropolitaine dans laquelle la commune est exposée à un climat océanique altéré et est dans la région climatique  Lorraine, plateau de Langres, Morvan, caractérisée par un hiver rude (1,5 °C), des vents modérés et des brouillards fréquents en automne et hiver. 
Pour la période 1971-2000, la température annuelle moyenne est de 10,4 °C, avec une amplitude thermique annuelle de 16,3 °C. Le cumul annuel moyen de précipitations est de 896 mm, avec 12,7 jours de précipitations en janvier et 9 jours en juillet. Pour la période 1991-2020, la température moyenne annuelle observée sur la station météorologique de Météo-France la plus proche, « Soulaines », sur la commune de Soulaines-Dhuys à 5 km à vol d'oiseau, est de 11,2 °C et le cumul annuel moyen de précipitations est de 776,4 mm. 
La température maximale relevée sur cette station est de 41,9 °C, atteinte le 25 juillet 2019 ; la température minimale est de −19,1 °C, atteinte le 2 janvier 1997,,. 
Les paramètres climatiques de la commune ont été estimés pour le milieu du siècle (2041-2070) selon différents scénarios d'émission de gaz à effet de serre à partir des nouvelles projections climatiques de référence DRIAS-2020. Ils sont consultables sur un site dédié publié par Météo-France en novembre 2022.

## Urbanisme

### Typologie
Au 1er janvier 2024, Nully est catégorisée commune rurale à habitat dispersé, selon la nouvelle grille communale de densité à sept niveaux définie par l'Insee en 2022.
Elle est située hors unité urbaine et hors attraction des villes,.

### Occupation des sols
L'occupation des sols de la commune, telle qu'elle ressort de la base de données européenne d’occupation biophysique des sols Corine Land Cover (CLC), est marquée par l'importance des territoires agricoles (74,5 % en 2018), une proportion sensiblement équivalente à celle de 1990 (74,7 %). La répartition détaillée en 2018 est la suivante : 
terres arables (66,7 %), forêts (21,7 %), prairies (7,7 %), milieux à végétation arbustive et/ou herbacée (1,9 %), zones urbanisées (1,8 %). L'évolution de l’occupation des sols de la commune et de ses infrastructures peut être observée sur les différentes représentations cartographiques du territoire : la carte de Cassini (XVIIIe siècle), la carte d'état-major (1820-1866) et les cartes ou photos aériennes de l'IGN pour la période actuelle (1950 à aujourd'hui).

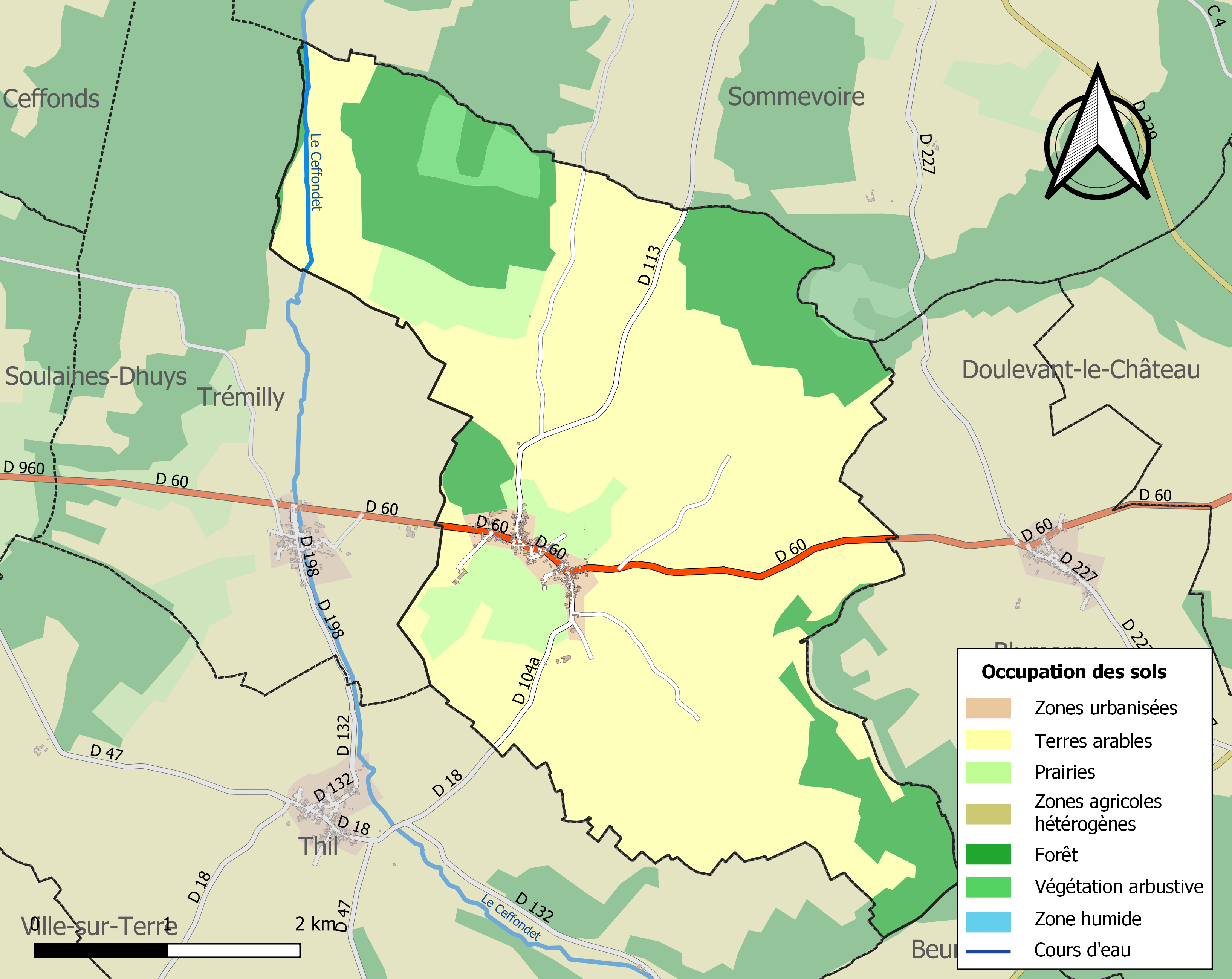
Carte des infrastructures et de l'occupation des sols de la commune en 2018 (CLC).

## Toponymie
Le village porte le nom de Nuilly en 1124, Nuilleyum puis Nully.

## Histoire
Des trouvailles de silex à Nully prouvent la présence d'hommes préhistoriques dans le village.
Au Moyen Âge, le village était le siège de la maison de Nully, une importante famille champenoise.
Vers l'an mil, le manque de nourriture, les invasions et l'impôt mirent Nully en grande difficulté. Engelbert de Brienne, et son beau-frère Étienne de Vaux (sur Saint-Urbain près de Joinville) s'emparèrent de l'argent des monastères.
À cette époque, il y avait des moulins, une tuilerie, une carrière et de nombreux artisans dont des potiers de renom, qui aujourd'hui donnent leurs noms aux rues.

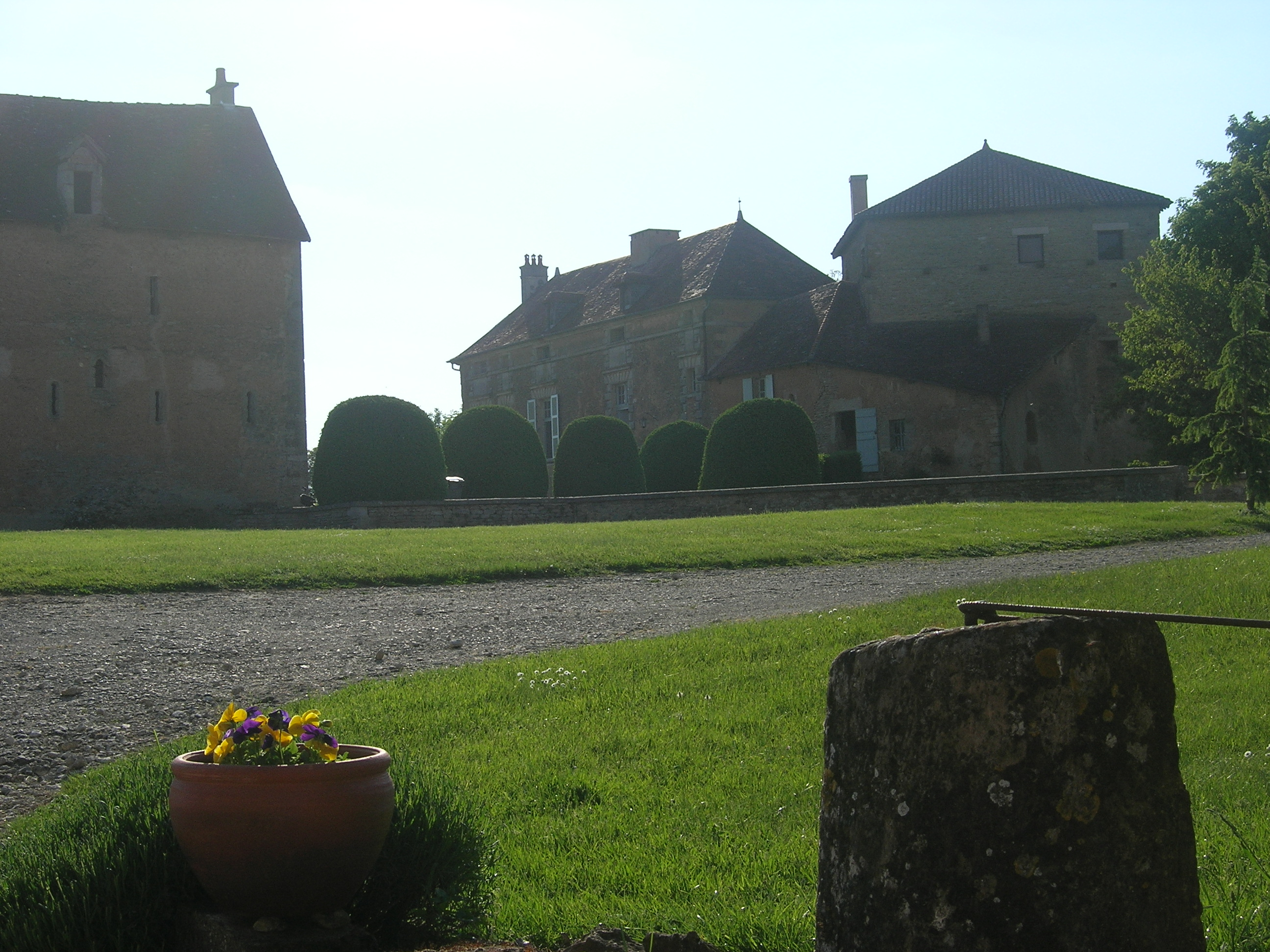
Le château de Nully

Le château a été créé par François de Montmorency sur le site d'un ancien château du XIIe siècle. Il était fortifié au Moyen Âge et comportait une fosse remplie d'eau. Pendant la Révolution française, il fut réaménagé par la famille Mandat-Grancey qui habite encore en ces lieux.
L'église du village a été fondée au XVe siècle. Son originalité est qu'elle n'est pas en forme de croix. Elle a été agrandie au XVIIe siècle. Une voûte et une sculpture octogonale et son pendentif de plus de deux mètres ornent le monument chrétien. Le portail, peu décoré, fait apparaître un style Louis XIV. Les vitraux de 1538 représentent la légende de saint Nicolas et de saint Éloi, comme dans les villages aux alentours. L'orgue de la paroisse a été construit par Cavaillé-Coll. Plusieurs membres des familles d'Orgemont, François de Montmorency, Manille de Mandat reposent aujourd'hui dans un caveau face à la porte de la sacristie. Depuis 1942, l'abbé Isoir entretient l'église.
La fusion des  communes de Nully et de Trémilly a eu lieu en 1972 sous le nom de Nully-Trémilly. Cependant les deux communes se sont dissociées en 2005, et sont donc, de nos jours, indépendantes l'une de l'autre.

## Politique et administration

### Liste des maires

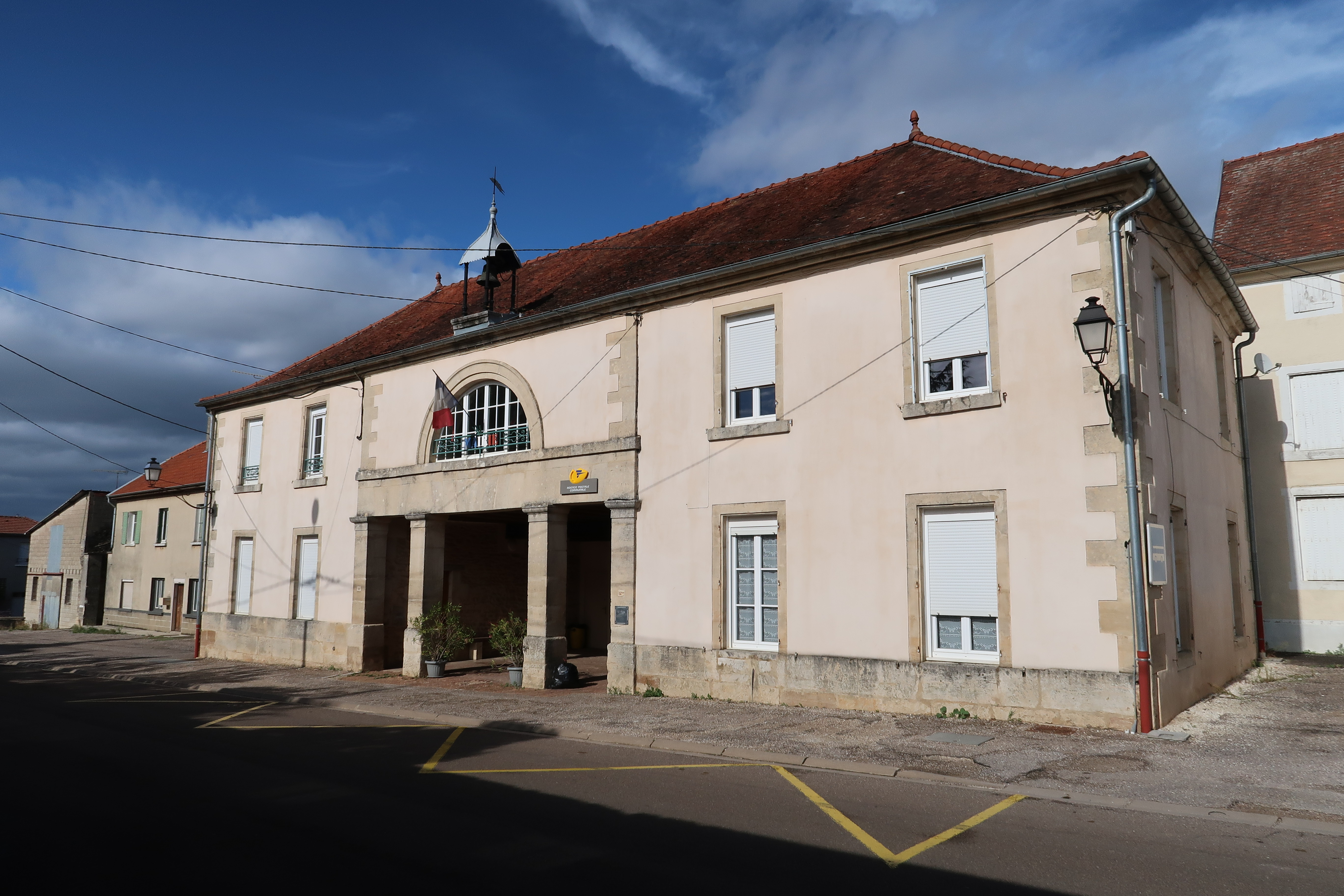
Mairie

| Période                                  | Période  | Identité        | Étiquette | Qualité |
| ---------------------------------------- | -------- | --------------- | --------- | ------- |
| Les données manquantes sont à compléter. |          |                 |           |         |
| ?                                        | En cours | Claude Chatelot |           |         |

## Population et société

### Démographie
L'évolution du nombre d'habitants est connue à travers les recensements de la population effectués dans la commune depuis 1793. Pour les communes de moins de 10 000 habitants, une enquête de recensement portant sur toute la population est réalisée tous les cinq ans, les populations de référence des années intermédiaires étant quant à elles estimées par interpolation ou extrapolation. Pour la commune, le premier recensement exhaustif entrant dans le cadre du nouveau dispositif a été réalisé en 2005.

En 2022, la commune comptait 143 habitants, en évolution de −10,06 % par rapport à 2016 (Haute-Marne : −4,62 %, France hors Mayotte : +2,11 %).
| 1793 | 1800 | 1806 | 1821 | 1831 | 1836 | 1841 | 1846 | 1851 |
| ---- | ---- | ---- | ---- | ---- | ---- | ---- | ---- | ---- |
| 478  | 527  | 517  | 541  | 528  | 544  | 541  | 545  | 578  |

| 1856 | 1861 | 1866 | 1872 | 1876 | 1881 | 1886 | 1891 | 1896 |
| ---- | ---- | ---- | ---- | ---- | ---- | ---- | ---- | ---- |
| 572  | 581  | 565  | 536  | 523  | 533  | 538  | 514  | 474  |

| 1901 | 1906 | 1911 | 1921 | 1926 | 1931 | 1936 | 1946 | 1954 |
| ---- | ---- | ---- | ---- | ---- | ---- | ---- | ---- | ---- |
| 447  | 436  | 386  | 335  | 344  | 327  | 318  | 321  | 291  |

| 1962 | 1968 | 1975 | 1982 | 1990 | 1999 | 2005 | 2006 | 2010 |
| ---- | ---- | ---- | ---- | ---- | ---- | ---- | ---- | ---- |
| 297  | 286  | 370  | 375  | 300  | 303  | 185  | 180  | 177  |

| 2015 | 2020 | 2022 | - | - | - | - | - | - |
| ---- | ---- | ---- | - | - | - | - | - | - |
| 161  | 145  | 143  | - | - | - | - | - | - |

## Économie

### Agriculture
- 8 agriculteurs, dont 3 EARL : Boucley, Dauphin à La Tuilerie, La Grange au bois.
- Silo : 1 employé permanent.

### Artisanat
- Maçonnerie : Bonneterre Georges.
- Tuyauterie Industrielle : Denis Caquas.
- Boulangerie : fermée aux environs de 2005...

### Industrie
- Storopack : emballages plastiques, 30 employés.

### Services publics
- École fermée en 2010.
- Bureau de poste fermé. Point relais poste aux ouvertures de la mairie.

## Culture locale et patrimoine

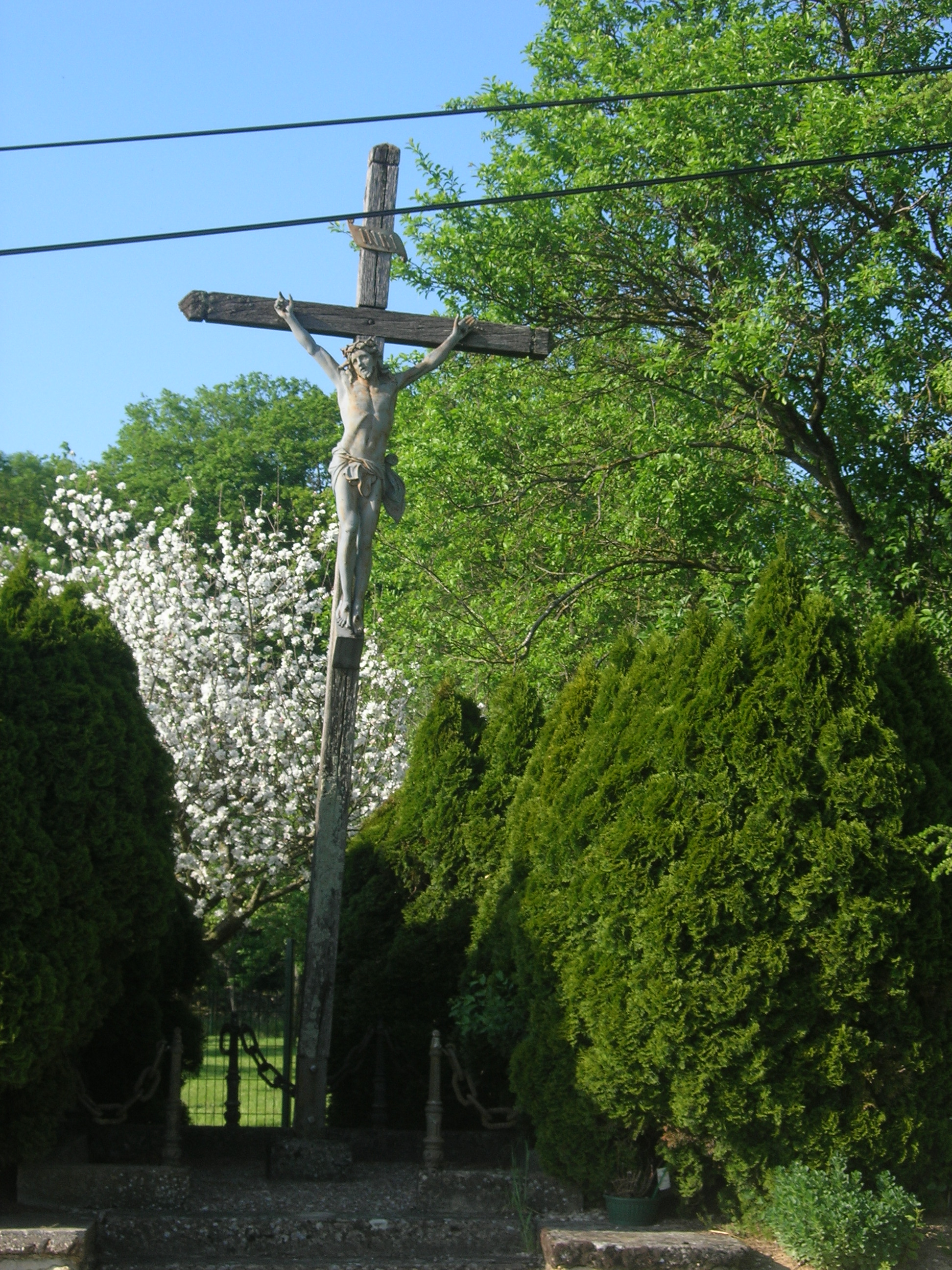
Croix du village.

### Lieux et monuments
- Château de Nully XVIIe siècle, remanié sur des restes XIIe et XIIIe par François de Montmorency.
- Église Notre-Dame de la Nativité de Nully, gothique XVe, XVIe et XVIIe siècles (classée MH en 1909[19]) : clés pendantes, vitraux XVIe, bénitier XVIe, maître-autel XVIIIe siècle, autel du collatéral nord avec sa toile de saint Nicolas XVIIIe, autel du collatéral sud avec sa toile L'Institution du rosaire XVIIIe siècle.